# (525258) 2004 VT75
2004 VT75, também escrito como 2004 VT75, é um objeto transnetuniano que está localizado no cinturão de Kuiper, uma região do Sistema Solar. Este corpo celeste é classificado como um plutino, pois, o mesmo está em uma ressonância orbital de 2:3 com o planeta Netuno. Ele possui uma magnitude absoluta de 6,3 e tem um diâmetro com cerca de 242 km. O astrônomo Mike Brown lista este objeto em sua página na internet como um candidato a possível planeta anão.

## Descoberta
2004 VT75 foi descoberto no dia 9 de novembro de 2004 pelo astrônomo Marc W. Buie.

## Órbita
A órbita de 2004 VT75 tem uma excentricidade de 0,210 e possui um semieixo maior de 39,232 UA. O seu periélio leva o mesmo a uma distância de 31,012 UA em relação ao Sol e seu afélio a 47,451 UA.